# Marco Antonio Bazzocchi
Marco Antonio Bazzocchi (Forlì, 28 giugno 1961) è un critico letterario, saggista e docente universitario italiano.

## Biografia
Nel 1980 si iscrive presso la facoltà di Lettere classiche dell'Università di Bologna, dove nel 1985, sotto la guida di Ezio Raimondi, si laurea in Letteratura italiana con una tesi sulle forme narrative del romanzo dannunziano. Guidato sempre da Raimondi e da Fausto Curi, Bazzocchi consegue nel 1989 il dottorato di ricerca sulla presenza del mito nella poesia di Giovanni Pascoli. Dal lavoro di dottorato vede la luce, nel 1993, la sua prima monografia, Circe e il fanciullino. Interpretazioni pascoliane (La Nuova Italia). Nel frattempo, inizia a occuparsi di Giacomo Leopardi cui dedica un lungo commento alle Operette morali, la cura del volume miscellaneo Leopardi e Bologna (Olschki, 1999) e un commento, scritto insieme a Riccardo Bonavita, ai Paralipomeni della Batracomiomachia (Carocci, 2002). 
Dall'interesse per Pascoli discendono i primi studi dedicati all'opera di Pier Paolo Pasolini, a partire dalla sua tesi di laurea, Antologia della lirica pascoliana (Einaudi, 1993). Dopo la monografia Pier Paolo Pasolini (Mondadori, 1998), Bazzocchi si afferma nel campo della critica internazionale, divenendo uno dei massimi esperti dell'opera poetica e narrativa del poeta bolognese. Dal 2000 in avanti, Bazzocchi si impone come uno studioso poliedrico che concentra il proprio occhio critico soprattutto sulle interconnessioni tra la letteratura italiana contemporanea e il mondo delle arti visive, organizzando numerose mostre nel territorio dell'Emilia-Romagna e scrivendo testi di critica letteraria. Dal 2021, è direttore artistico della Festa del Racconto di Carpi.

## Opere
- Circe e il fanciullino. Interpretazioni pascoliane, Scandicci, La Nuova Italia, 1993, ISBN 88-221-1273-3.
- Pier Paolo Pasolini, Milano, B. Mondadori, 1998, ISBN 88-424-9460-7.
- L'immaginazione mitologica. Leopardi e Calvino, Pascoli e Pasolini, Bologna, Pendragon, 1996, ISBN 88-86366-25-6.
- Campana, Nietzsche e la puttana sacra, Lecce, Manni, 2003, ISBN 88-8176-464-4.
- Corpi che parlano. Il nudo nella letteratura italiana del Novecento, Bologna, Bruno Mondadori, 2005, ISBN 88-424-9843-2.
- I burattini filosofi. Pasolini dalla letteratura al cinema, Milano, Bruno Mondadori, 2007, ISBN 978-88-424-2019-4.
- Leopardi, Bologna, il Mulino, 2008, ISBN 978-88-15-12552-1.
- Personaggio e romanzo nel Novecento italiano, Milano, Bruno Mondadori, 2009, ISBN 978-88-6159-281-0.
- Giovanni Pascoli. I sogni del fanciullino, Marco A. Bazzocchi, testi; Giovanni Bellavia, illustrazioni, Bologna, Bononia University Press, 2012, ISBN 978-88-7395-723-2.
- L'Italia vista dalla luna. Un paese in divenire tra letteratura e cinema, Milano, Bruno Mondadori, 2012, ISBN 9788861596603.
- Il codice del corpo. Genere e sessualità nella letteratura italiana del Novecento, Bologna, Pendragon, 2016 [2015], ISBN 978-88-6598-710-0.
- Esposizioni. Pasolini, Foucault e l'esercizio della verità, Bologna, il Mulino, 2017, ISBN 978-88-15-27388-8.
- Marco Antonio Bazzocchi, Riccardo Gasperina Geroni, Alfredo! Alfredo! Storia della Casa rossa e di Panzini, Bologna, Pendragon, 2021, ISBN 978-88-336-4312-0.
- Con gli occhi di Artemisia. Roberto Longhi e la cultura italiana, Bologna, il Mulino, 2021, ISBN 978-88-15-29216-2.
- Cento. Un grattacielo di racconti, Bologna, Il mulino, 2022, ISBN 978-88-15-29493-7.
- Alfabeto Pasolini, Roma, Carocci, 2022, ISBN 978-88-290-1224-4.
- Spalancare gli occhi sul mondo. Dieci lezioni su Leopardi, Bologna, il Mulino, 2023, ISBN 978-88-15-38667-0.